# محمدعلی محمدیان (مریوان)
محمدعلی محمدیان یا علی محمدیان معلّم کرد مقطع دبستان شیخ شلتوت، از اهالی مریوان بود که در بهمن ماه ۱۳۹۲ پس از اطلاع از اینکه یکی از دانش‌آموزهایش به دلیل سرطان دچار ریزش مو شده‌است، او نیز به خاطر تماماً موی سر خود را می‌تراشد و به‌دنبال آن نیز تمامی دانش‌آموزان کلاس مود سر خود را می‌تراشند و به‌دنبال آن نیز تمامی دانش‌آموزان کلاس مود سر خود را می‌تراشند همین کار او بازتاب وسیعی در رسانه‌های داخلی و رسانه‌های خارجی چون گاردین،  کریسشن ساینس مانیتور، هاف‌پست، ایندیپندنت، زوددویچه تسایتونگ و... در پی داشت. اشخاص فراوانی چون علی ضیاء برای همدردی با «ماهان رحیمی»، سر خود را تراشیدند. به‌دنبال آن، توسط رئیس‌جمهور ایران، حسن روحانی با او تماس گرفته می‌شود و از او تقدیر می‌کند.